# Solanum rhytidoandrum
Solanum rhytidoandrum är en potatisväxtart som beskrevs av Otto Sendtner. Solanum rhytidoandrum ingår i släktet skattor som ingår i familjen potatisväxter. Inga underarter finns listade i Catalogue of Life.